# 上司
上司（じょうし）は、組織において自分より上位の役職に位置し、自分に対して指揮命令・監督などの権限をもつ人物のこと。上役、上長、上官という場合もある。対義語は部下。

## 公務員における上司
公務員においては、職務上、ある公務員の上級の地位にある者、すなわち、ある公務員との関係においてその公務員を指揮監督する権限を有する機関を指す。
国家公務員・地方公務員ともに、上司の職務上の命令に従わなければならないことが法律で規定されている。
- 国家公務員法（昭和22年法律第120号）第98条第1項

職員は、その職務を遂行するについて、法令に従い、且つ、上司の職務上の命令に忠実に従わなければならない。
- 地方公務員法（昭和25年法律第261号）第32条

職員は、その職務を遂行するに当つて、法令、条例、地方公共団体の規則及び地方公共団体の機関の定める規程に従い、且つ、上司の職務上の命令に忠実に従わなければならない。